# Peter Krause
Peter William Krause (ur. 12 sierpnia 1965 w Alexandrii, w stanie Minnesota) – amerykański aktor.

## Życiorys
Syn nauczyciela języka angielskiego i nauczycielki, dorastał w Alexandrii, w stanie Minnesota. W 1987 ukończył Gustavus Adolphus College na kierunku literatury angielskiej. Po raz pierwszy trafił na duży ekran w slasherze Blood Harvest (1987). Dwa lata później, w 1989, otrzymał dyplom ukończenia Tisch School of the Arts na Uniwersytecie Nowojorskim na Manhattanie, gdzie uczęszczał także na zajęcia MFA Acting Program. Wystąpił w studenckich przedstawieniach: Makbet Szekspira, Wujaszek Wania Antona Czechowa i Arms and the Man George’a Bernarda Shaw. Dwa miesiące po ukończeniu studiów zadebiutował w programie Carol Burnett NBC Carol & Company (1990). Następnie występował w serialach telewizyjnych: NBC Kroniki Seinfelda (Seinfeld, 1992), Fox Beverly Hills, 90210 (1992), sitcomie ABC Ellen (1994) z Ellen DeGeneres, sitcomie CBS Cybill (1995-1997), Ich pięcioro (Party of Five, 1997), NBC Trzecia planeta od Słońca (3rd Rock From the Sun, 1997).
Uznanie krytyków zdobył rolą Caseya McCalla w serialu ABC Sporty nocne (Sports Night, 1998-2000). Prawdziwym sukcesem była kreacja Nate’a Fishera prowadzącego wraz z rodziną zakład pogrzebowy w serialu telewizyjnym produkcji HBO Sześć stóp pod ziemią (Six Feet Under, 2001-2005), za którą otrzymał nagrodę Prism oraz był nominowany trzykrotnie do nagrody Emmy, dwukrotnie do nagrody Złotego Globu i Złotego Satelity.
Aktor pozostał wierny swoim teatralnym korzeniom; gra i reżyseruje w zespołach teatralnych Los Angeles.

### Życie prywatne
Spotykał się z Alicią Witt (1995) i menedżerką biznesu Christine King (1999), z którą ma syna Romana (ur. 2001).
W latach 2010–2021 był w związku z Lauren Graham.